# ProTect Versicherung
Die ProTect Versicherung Aktiengesellschaft (Eigenschreibweise ProTect Versicherung) ist ein 2009 gegründeter bundesweiter Spezialanbieter von produktakzessorischen Versicherungslösungen. Das Unternehmen hat seinen Sitz in Düsseldorf.

## Geschäftstätigkeit
Die Gesellschaft ist aufgrund ihres Fokus auf produktakzessorische Versicherungslösungen (Embedded Insurance, Annexversicherungen) vorwiegend im B2B2C Segment tätig. Ihre Produkte richten sich daher speziell an den Bedürfnissen der Kunden von Kreditinstituten, dem Handel und der Konsumgüterindustrie aus.
Mit der Finanzierungs- und Arbeitseinkommensabsicherung ermöglicht die ProTect Versicherung AG eine Abdeckung der größeren Risiken, wie unverschuldete Arbeitslosigkeit, Unfall und Krankheit, die laut dem Statistischen Bundesamt (Destatis) u. a. zu den Hauptursachen von Überschuldung gehören. Zudem bietet sie Garantieversicherungen für Haushaltsgeräte und Konsumelektronik (TechnikSchutz und Garantieverlängerung), Reparaturkosten- und GAP-Versicherung für Kraftfahrzeuge im Produktsegment Auto bzw. Mobilität und seit 2023 zudem Produktlösungen rund um den Bereich Mieten und Vermieten (Mietkautionsversicherung und MieterSchutzbrief) an.
Als Tochtergesellschaft der Provinzial Versicherung Aktiengesellschaft ist die ProTect Versicherung AG zudem Teil der Sparkassen-Finanzgruppe, die nach eigenen Angaben die größte Finanzgruppe Europas ist.
Seit der Gründung im Jahr 2009 konnte sich die ProTect Versicherung AG dynamisch entwickeln, ihren Versichertenbestand stetig und nachhaltig ausbauen. Im Geschäftsjahr 2021 konnte ein weiterer Zuwachs des Versicherungsbestands auf insgesamt 1,2 Mio. Verträge verzeichnet werden. Die Gesellschaft erwirtschaftete 2021 Beitragseinnahmen in Höhe von 193,7 Mio. Euro.